# Lithostege obliquata
Lithostege obliquata är en fjärilsart som beskrevs av Urbahn 1971. Lithostege obliquata ingår i släktet Lithostege och familjen mätare. Inga underarter finns listade i Catalogue of Life.